# Tutsi
Tutsi se refiere a una clase social o pueblo de la región de los Grandes Lagos de África. Históricamente, a menudo se les llamaba watutsi, watusi, wahuma, wahima o wahinda. Los tutsis forman un subgrupo de los pueblos de Banyarwanda y Barundi, que residen principalmente en Ruanda y Burundi, pero con poblaciones significativas que también se encuentran en Uganda y Tanzania.
Los tutsis son la segunda división de población más grande entre los tres grupos más grandes en Ruanda y Burundi; los otros dos son el hutu (el más grande) y el twa (el más pequeño). Un pequeño número de personas de las etnias hema y kiga también viven cerca de los tutsis en Ruanda. Los tutsis del norte que residen en Ruanda se llaman ruguru (banyaruguru), mientras que los tutsis del sur que viven en Burundi se conocen como hima, los banyamulenge no tienen un territorio propio.

## Orígenes y clasificación
Las definiciones de "hutu" y "tutsi" han cambiado dependiendo del tiempo y el lugar. Las estructuras sociales no se mantuvieron estables en Ruanda, incluso durante la época colonial bajo el gobierno belga. La aristocracia o élite tutsi se distinguía de los plebeyos tutsis y los hutus ricos a menudo eran indistinguibles de los tutsis de clase alta.
Bajo la colonia de Ruanda-Urundi, los belgas intentaron aprovecharse de las estructuras políticas nativas mediante la introducción de una política de gobierno indirecto. Al hacerlo, la autoridad de lo que había sido el Reino de Ruanda se extendió a las áreas que previamente habían sido autónomas. Siguiendo lo que los belgas consideraban el orden consagrado de la sociedad, solo los tutsis tenían permitido asistir a escuelas secundarias o unirse a la administración colonial. Las autoridades belgas no usaron ningún método etnográfico real para determinar quien era tutsi, sino que simplemente realizaron un censo y expidieron documentos de identidad que definían como tutsi a quienes poseían diez o más vacas y como hutu a los que tenían menos.
Se dice que los tutsis llegaron a la región de los Grandes Lagos desde el Cuerno de África.
Algunos investigadores consideran que los tutsis son de origen nilótico, aunque no hablan una lengua nilótica y han vivido en las áreas donde se encuentran durante al menos cuatrocientos años, lo que ha llevado a un considerable mestizaje con los hutus en el área. Debido a la historia de la mezcla entre hutus y tutsis, el consenso entre los etnógrafos e historiadores es que los hutus y los tutsis no pueden ser considerados como grupos étnicos distintos.
El pueblo tutsi es uno de los tres pueblos nativos de las naciones del África Central, Ruanda y Burundi.
En el idioma kiñaruanda el término tutsi es de número indeterminado: el singular es batutsi (un solo tutsi), mientras que el plural (más de un tutsi) es tutsis o watutsi (este último es el origen del baile watusi).
Los tutsis son el último pueblo que llegó a asentarse en Ruanda y Burundi. Los primeros habitantes nativos de esta región era el pueblo twa o watwa (en plural batwa), un pueblo pigmeo. Después llegaron los hutus (wahutu), un pueblo bantú y dominaron a los batwa. Más tarde, los tutsis inmigraron y dominaron tanto a los hutus como a los batwa, estableciendo diversos reinos dominados por ellos. Los tutsis eran pastores, lo que les permitió tener éxito políticamente. 
Un aspecto interesante de estos tres grupos raciales es su estatura. Una persona twa es tradicionalmente baja, los hutus tienen una estatura media y los tutsis son altos; aunque en tiempos modernos el cruce entre estos grupos está reduciendo estas diferencias.
Las desigualdades entre los derechos de los grupos raciales no eran tan extremas, pero eran importantes. Para los tutsis, los hutus eran básicamente considerados como trabajadores. Si un tutsi asesinaba a un hutu, los del linaje del hutu podían matar al tutsi en venganza, pero si un hutu asesinaba a un tutsi, los del linaje del tutsi podían matar al hutu y a otro miembro de su familia en venganza.[cita requerida]
En años recientes, tanto Ruanda como Burundi han sido, al menos en teoría, naciones democráticas con los mismos derechos pactados para todos. Sin embargo, los tutsis mantuvieron la mayoría del poder (dado por los belgas que los consideraban una raza superior,[cita requerida] creando un gran resentimiento por parte de los hutus, que cuando obtuvieron el poder democráticamente se creó un clima de desconfianza y venganza que llevó al genocidio de la población tutsi en 1994, donde más de un 75 % (alrededor de 1 200 000 personas) de los tutsis ruandeses fueron exterminados (llamado genéricamente genocidio de Ruanda). 
Los hutus, los tutsis y los batwa hablan el mismo idioma. Algunos estudiosos mantienen que los hutus y los tutsis realmente no son razas o pueblos diferentes, sino diferentes castas. Parece ser que fueron los colonizadores belgas quienes crearon esta noción de dos razas diferentes.
Si un tutsi y un hutu tienen descendencia común el descendiente es considerado de la etnia paterna.

## Tutsis en el Congo
Existen esencialmente dos grupos de tutsis en el Congo (RDC). Están los Banyamulenge, que viven en el extremo sur de Kivu del Sur. Son descendientes de pastores emigrantes ruandeses, burundeses y tanzanos. En segundo lugar, hay tutsis en Masisi Kivu del Norte y Kalehe en Kivu del Sur, que forman parte de la comunidad Banyarwanda (hutu y tutsi). No son banyamulenge. Algunos de estos banyarwanda son descendientes de personas que vivían mucho antes de la dominación colonial en Rutshuru y en Masisi, en lo que actualmente es territorio congoleño. Otros emigraron o fueron "trasplantados" por los colonos belgas desde Rutshuru o desde Ruanda y se asentaron principalmente en Masisi en Kivu del Norte y Kalehe en Kivu del Sur.

## Genética

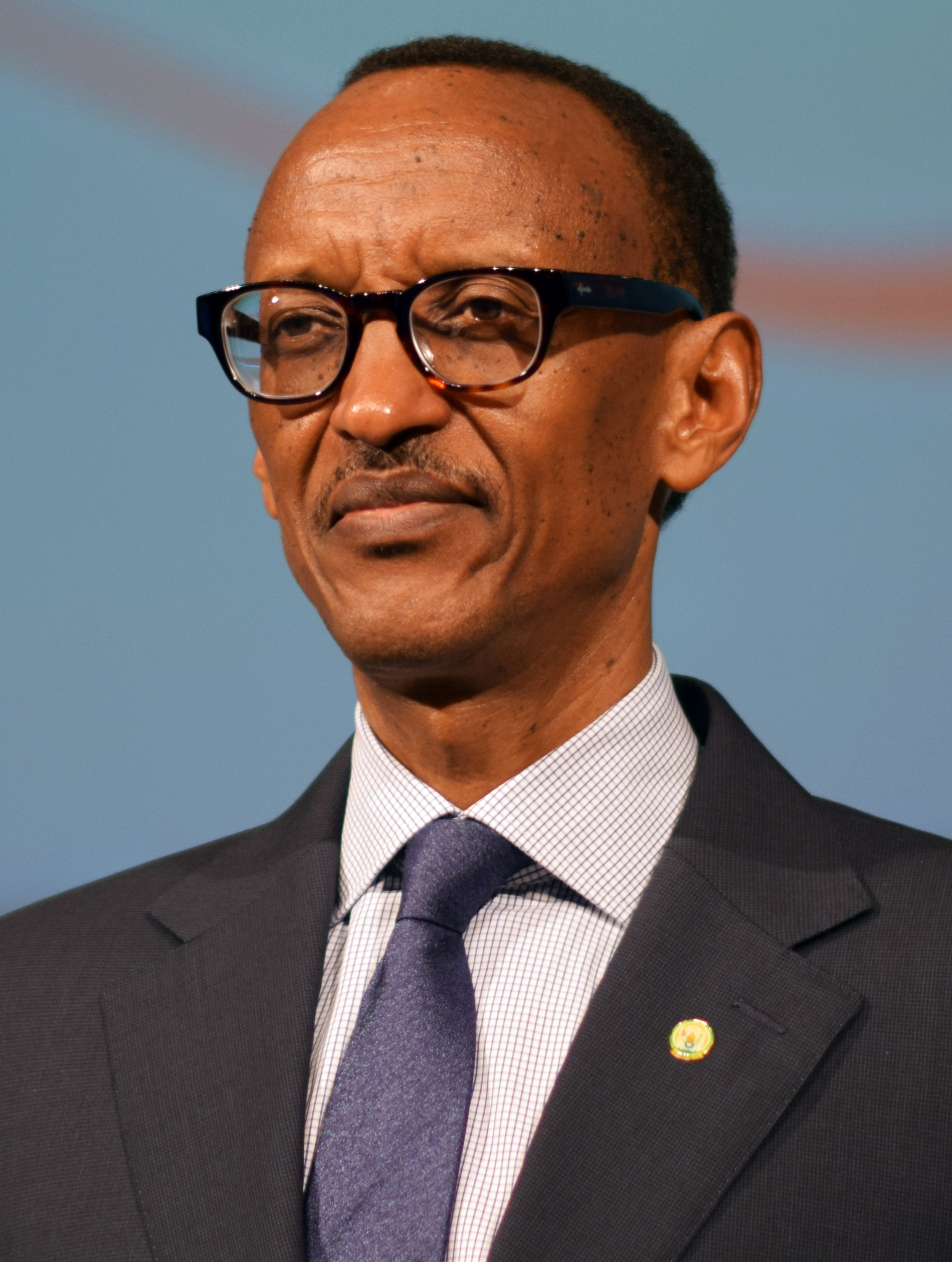
Paul Kagame, el presidente de Ruanda (2014).

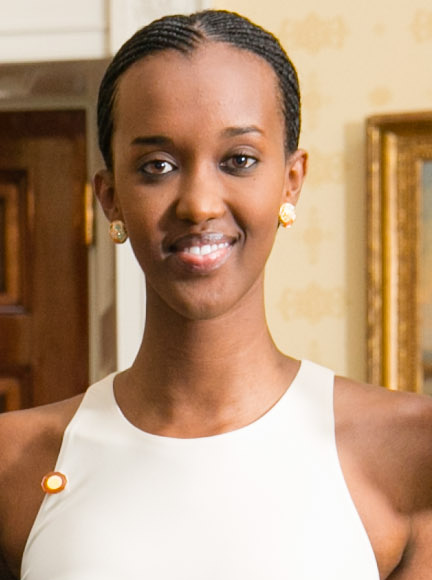
Ange Kagame, hija de Paul Kagame.

### ADN-Y (linajes paternos)
Los estudios genéticos actuales del cromosoma Y indican en general que los tutsis, al igual que los hutus, son en gran parte de origen bantú (60% E1b1a, 20% B, 4% E-P2(xE1b1a)).
Las influencias genéticas paternas asociadas al Cuerno de África y al Norte de África son escasas (menos del 3% E1b1b-M35), y se atribuyen a habitantes muy anteriores que fueron asimilados. Sin embargo, los tutsis tienen considerablemente más linajes paternos de ADN-Y del haplogrupo B (14,9% B) que los hutus (4,3% B).

### ADN autosómico (ascendencia general)
En general, los tutsis parecen compartir un estrecho parentesco genético con las poblaciones bantúes vecinas, en particular con los hutus. Sin embargo, no está claro si esta similitud se debe principalmente a los amplios intercambios genéticos entre estas comunidades a través de matrimonios mixtos o si, en última instancia, se deriva de orígenes comunes:
[...] generaciones de flujo genético borraron cualquier distinción física clara que pudiera haber existido alguna vez entre estos dos pueblos bantúes, conocidos por su altura, complexión y rasgos faciales. Con un espectro de variación física en los pueblos, las autoridades belgas ordenaron legalmente la afiliación étnica en la década de 1920, basada en criterios económicos. En consecuencia, se impusieron divisiones sociales formales y discretas sobre distinciones biológicas ambiguas. En cierta medida, la permeabilidad de estas categorías en las décadas posteriores contribuyó a reificar las distinciones biológicas, generando una élite más alta y una clase baja más baja, pero con poca relación con las reservas genéticas que habían existido unos siglos atrás. Así pues, las categorías sociales son reales, pero la diferenciación genética entre hutus y tutsis es poco o nada detectable.

### Altura
Su altura media es de 1,75 m, aunque se han registrado individuos de más de 2.13 m.

## Cultura

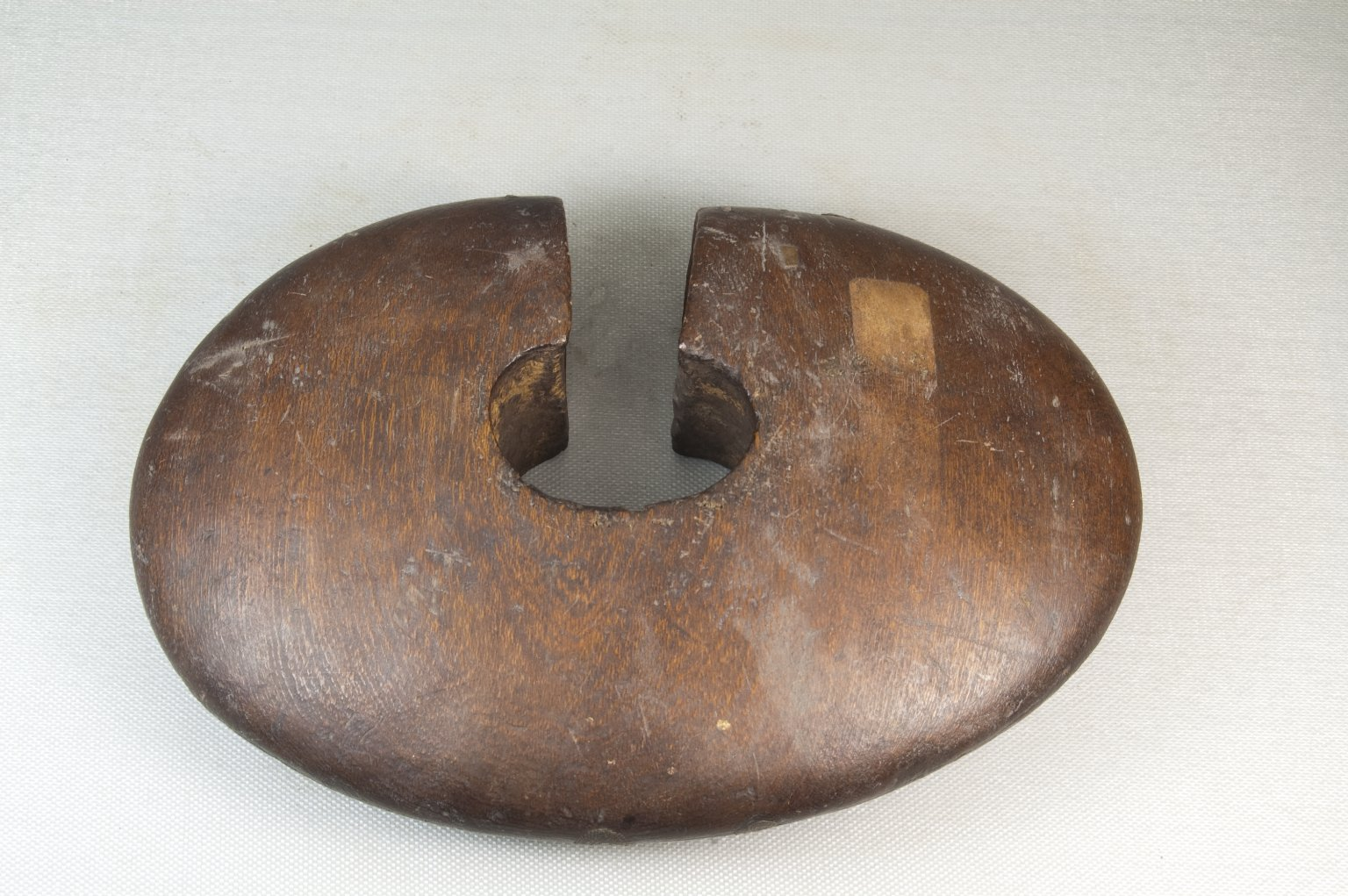
Una protección de muñeca tradicional tutsi (igitembe).

En el territorio de Ruanda, desde el siglo XV hasta 1961, los tutsis fueron gobernados por un rey (el mwami). Tras el referéndum nacional que condujo a la independencia, Bélgica abolió la monarquía. En cambio, en la parte noroeste del país (predominantemente hutu), los grandes terratenientes regionales compartían el poder, de forma similar a la sociedad de Buganda (en la actual Uganda).
Bajo su rey sagrado, la cultura tutsi giraba tradicionalmente en torno a la administración de la justicia y el gobierno. Eran los únicos propietarios de ganado y se sustentaban con sus propios productos. Además, su estilo de vida les permitía disponer de mucho tiempo libre, que dedicaban a cultivar las altas artes de la poesía, el tejido y la música. Debido a la condición de minoría dominante de los tutsis frente a los agricultores hutus y los demás habitantes locales, esta relación se ha comparado con la que existía entre los señores y los siervos en la Europa feudal.

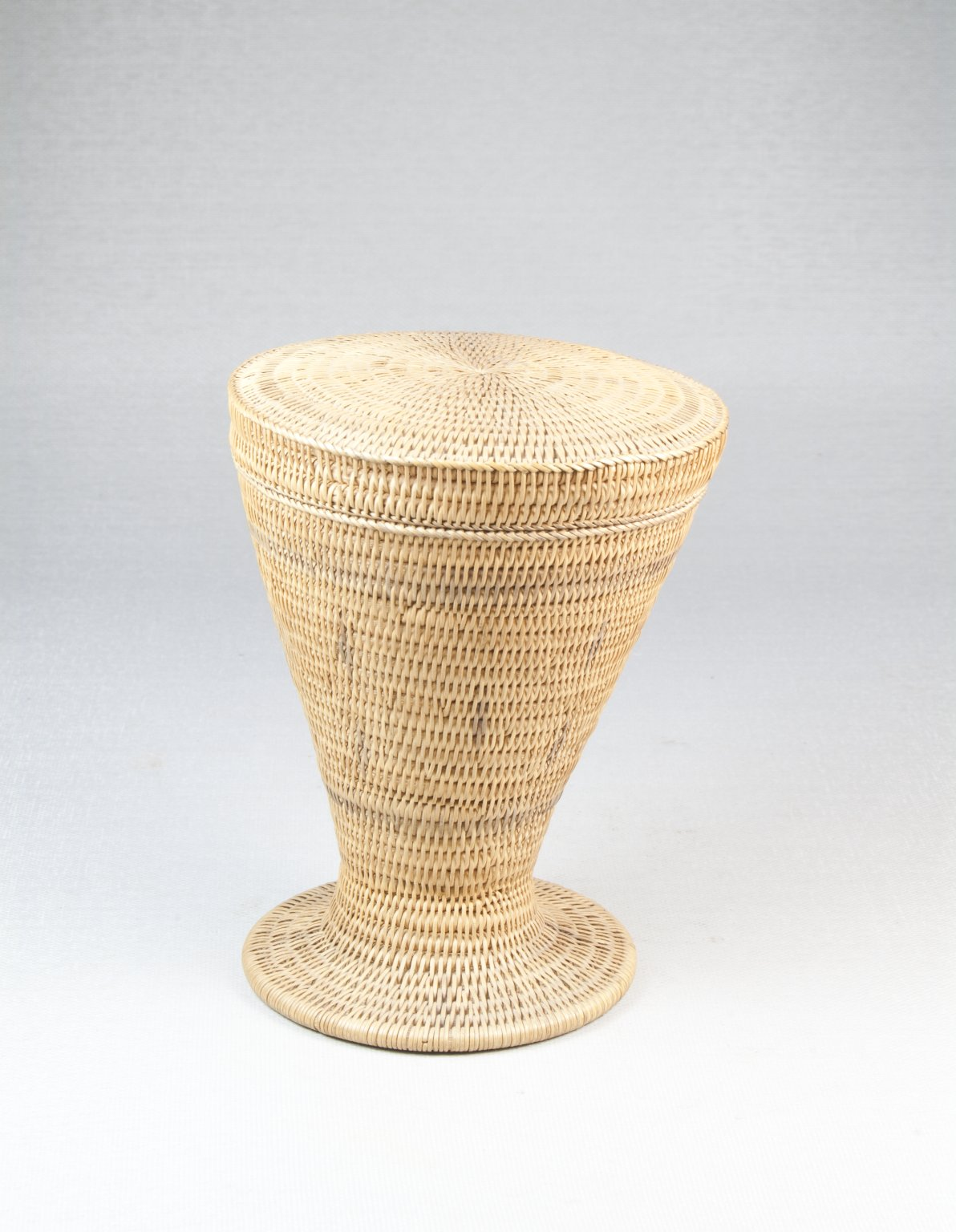
Una cesta tradicional tutsi.

Según Fage (2013), los tutsis están emparentados serológicamente con las poblaciones bantúes y nilóticas. Esto, a su vez, descarta un posible origen cusita para la clase dirigente tutsi-hima fundadora de los reinos lacustres. Sin embargo, las costumbres funerarias reales de estos últimos reinos son bastante similares a las practicadas por los antiguos estados cusitas de Sidama en la región meridional de Gibe (Etiopía). Por el contrario, las poblaciones bantúes situadas al norte de los tutsi-hima en la zona del monte Kenia, como los agikuyu, carecían hasta los tiempos modernos de rey (en su lugar tenían un sistema de edades sin estado que adoptaron de los pueblos cusitas), mientras que había una serie de reinos bantúes al sur de los tutsi-hima en Tanzania, todos los cuales compartían el modelo de jefatura de los tutsi-hima. Dado que los reinos cusitas de Sidama interactuaban con grupos nilóticos, Fage propone que los tutsis podrían descender de una de estas poblaciones nilóticas migrantes. Así, los antepasados nilóticos de los tutsis habrían actuado en épocas anteriores como intermediarios culturales, adoptando algunas tradiciones monárquicas de los reinos cusitas adyacentes y llevando posteriormente esas costumbres prestadas al sur, cuando se asentaron por primera vez entre los autóctonos bantúes en la zona de los Grandes Lagos. Sin embargo, apenas pueden determinarse diferencias entre las culturas actuales de los tutsis y los hutus; ambos grupos hablan la misma lengua bantú. La tasa de matrimonios mixtos entre los dos grupos era tradicionalmente muy alta, y las relaciones fueron amistosas hasta el siglo XX. Muchos estudiosos han llegado a la conclusión de que la determinación de los tutsis era y es principalmente una expresión de clase o casta, más que de etnia. Los ruandeses tienen su propia lengua, pero el inglés, el francés y, en cierta medida, también el suajili, son todos ellos muy hablados como segunda lengua por diferentes razones históricas. También tienen una memoria genealógica muy fuerte, con capacidad para recordar los nombres de al menos seis generaciones anteriores, basándose en el conocimiento de su ascendencia. En su cultura, los saludos de la mañana, la tarde y la noche son diferentes. Las familias tutsis y hutus son patrilineales (los apellidos se transmiten de varón a varón). En el pasado, la mayoría de la gente tenía matrimonios concertados con personas de la misma clase social. Hoy, los tutsis pueden elegir con quién quieren casarse. Las actividades en grupo son una cita habitual de la pareja.

## Personas notables
- Paul Kagame
- Stromae
- Michel Micombero
- Pierre Buyoya
- Louise Mushikiwabo
- Benjamin Sehene
- Saido Berahino
- Gaël Bigirimana

## Colonialismo, independencia y genocidio
Tanto Alemania (antes de la Primera Guerra Mundial) como Bélgica dominaron el área bajo dominio colonial. Fueron los colonialistas belgas quienes crearon la noción de dos razas diferentes, en lugar de castas. Cuando los belgas arrebataron la colonia a los alemanes en 1916, pensaron que estaría mejor gobernada si organizaban las diferentes razas jerárquicamente. Consideraban a los hutu como niños que necesitaban orientación y, por tanto, veían a los tutsi como una "raza" superior posible y apropiada.
Curiosamente, en 1959 se invirtió la jerarquía social establecida por los belgas y fueron los hutus quienes fueron considerados el grupo más elevado. En 1962 Burundi logró la independencia total: se celebraron elecciones libres. La tensión social, tras la retirada de los belgas, fue muy alta. Entre el 24 y el 28 de diciembre de 1963, se produjeron en Ruanda lo que Bertrand Russell calificó como "las masacres más atroces que hemos conocido desde el exterminio de los judíos": miles (quizás decenas de miles) de tutsis fueron exterminados por los hutus, por las mismas razones que habrían desencadenado el genocidio de 1994. En el Burundi tradicional, sin embargo, no hay noticias de conflictos "étnicos": los únicos conflictos se referían a la división del poder y eran todos internos del mencionado clan, que nunca ha mostrado prueba de cohesión.

## Filmografía relacionada
- Hotel Ruanda, película histórica sobre el genocidio de los tutsis en 1994. La historia del genocidio de los tutsis en Ruanda, interpretada por Paul Rusesabagina, un hotelero hutu casado con una tutsi, responsable del rescate de miles de personas.
- Inside the Hotel Rwanda: The Surprising True Story... and Why It Matters..., (Dentro del Hotel Ruanda: La sorprendente historia real... y por qué importa...), testimonios de supervivientes que encontraron refugio en el Hôtel des Mille Collines, exponiendo a Paul Rusesabagina como un especulador y simpatizante del poder hutu.
- Shooting Dogs, película británica y alemana de Michael Caton-Jones en colaboración con supervivientes de la masacre de abril de 1994. Donde una escuela ruandesa fue el escenario de la masacre de tutsis a manos de hutus.